# Insubmissió
La insubmissió és el rebuig a integrar-se, per acció o per omissió, en una determinada organització, o a complir determinat requisit que li és exigit a un ciutadà, normalment des de l'Estat, emparant-se en raons de consciència. Sol definir-se com insubmís a aquell que es nega a participar en el servei militar obligatori, si bé hi ha altres formes d'insubmissió, com ara l'objecció fiscal a les despeses militars.
La insubmissió és una forma de desobediència civil, i els seus motius poden ser diversos: filosòfics, polítics, pacifistes, antimilitaristes, religiosos o ètics. Abans del reconeixement de l'objecció de consciència, el refús del servei militar solia estar castigada amb penes de presó en aquells països en què el servei és obligatori. Existeix en alguns d'aquests països una prestació substitutiva del servei militar, de caràcter social, en la qual molts insubmisos es neguen a participar.

## Per països

### Canadà
Tant la Primera Guerra Mundial com la Segona Guerra Mundial, van haver un gran nombre d'insubmisos al Canadà que es van negar al reclutament militar.

### Països Catalans

El 20 de febrer de 1989 es produir un fet cabdal de la història contemporània. Aquell dia, 57 joves van presentar-se a les delegacions del Govern Militar en diferents ciutats de l'Estat —una vintena dels quals, a Barcelona— per anunciar que es declaraven objectors, no solament al servei militar obligatori, sinó també a la recentment creada prestació social substitutòria. Malgrat les diferències estratègiques i ideològiques d'un moviment on confluïen des de sectors marxistes i trotskistes (aplegats al voltant del col·lectiu Mili-KK), llibertaris (amb la Coordinadora Antimilitarista per la Insubmissió, CAMPI, com a referent) i gent que bevia de la tradició pacifista sovint arrelada en l'humanisme cristià (amb el Moviment per l'Objecció de Consciència, MOC, com a pal de paller), la mobilització antimilitarista va demostrar prou capacitat de coordinació, constància i coherència en les seves accions per generar un impacte en l'opinió pública que va superar amb escreix els marges de l'activisme més mobilitzat i es va instaurar en l'imaginari col·lectiu de tota una generació.
En paraules de Joan Canela: «el moviment que va impugnar el servei militar com un model reeixit de mobilització basada en els principis de la desobediència civil no violenta, consistent en objectar públicament i a cara descoberta contra una legalitat considerada injusta, tot acceptant la repressió en forma de presó, multes o inhabilitacions que comportava aquell gest». La campanya de la insubmissió va acabar definitivament el 9 de març de 2001, quan el govern Aznar, va signar el decret que suspenia de manera indefinida el servei militar.
Des del 2012, diverses persones i autoritats es van declarar insubmises fiscalment amb Espanya pagant els seus impostos a l'Agència Tributària de Catalunya. Aquest moviment ha anat en alça i cada vegada hi ha més insubmisos. El 5 de març de 2013, Vic es va esdevenir la primera capital de comarca a declarar-se insubmisa fiscalment.

### Israel
El 1970 un grup d'estudiants que s'havien d'incorporar a l'exèrcit van criticar la política bel·licista del govern. El 1987 un nou grup d'estudiants que es negava a incorporar-se a files va utilitzar el nom que la premsa havia donat als primers, xeministim. Actualment i, sobretot, des de 2001, els xeministim són un moviment de rebuig a l'exèrcit a través de la negativa a incorporar-s'hi.

### Nova Zelanda
Tot i que Nova Zelanda tenia un sistema de reclutament obligatori comunament conegut com el servei militar, va enviar només "a temps complet a tots els soldats professionals voluntaris" al Vietnam. El govern mai va actuar en les seves amenaces d'empresonament prolongat de denegació.